# Кулёво (Великолукский район)
Кулёво — деревня в Великолукском районе Псковской области России. Входит в состав Переслегинской волости.

## География
Расположена в центре района, на северной границе райцентра Великие Луки и в 6 км к востоку от волостного центра Переслегино.

## Население
| 2001 | 2002 | 2010 |
| ---- | ---- | ---- |
| 124  | ↗133 | ↘109 |

Численность населения деревни по состоянию на начало 2001 года составила 124 жителя.